# Dawit Keseraschwili

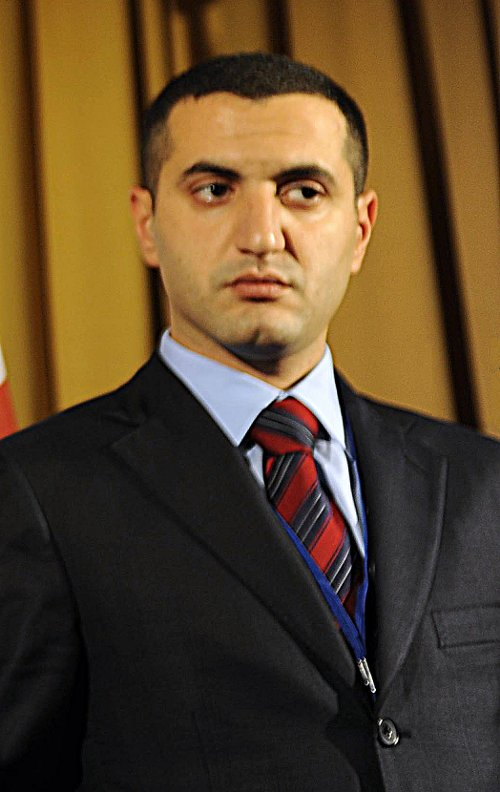
Dawit Keseraschwili (2008)

Dawit Keseraschwili (georgisch დავით კეზერაშვილი; * 22. September 1978 in der Georgischen SSR) ist ein georgischer Politiker (Vereinte Nationale Bewegung). Von Februar 2004 bis November 2006 war er Chef der Finanzpolizei im Finanzministerium und von November 2006 bis Dezember 2008 Verteidigungsminister Georgiens.

## Leben
Als Jugendlicher lebte er zwei Jahre in Israel. Er emigrierte zunächst ohne seine Eltern aus Georgien, lebte bei seiner Großmutter in Cholon nahe Tel Aviv. Nach dem Abitur 1995 studierte er Rechtswissenschaft an der Staatlichen Universität Tiflis. 1999 legte einen Bachelor-Abschluss ab.
2001 wurde er Oberinspektor in der Hauptabteilung Strafvollzugsreform des von Micheil Saakaschwili geleiteten Justizministeriums. Im gleichen Jahr wurde er zum Leiter der Abteilung Information und Analyse befördert. 2002 wechselte er mit Saakaschwili zum Stadtrat von Tiflis, wurde dort dessen persönlicher Referent als Vorsitzender. Im Oktober 2002 wurde er Mitgründer der Oppositionspartei Vereinigte Nationale Bewegung, einer Vorgängerin der heutigen Regierungspartei Nationale Bewegung – Demokraten.
Als Chef der neu gegründeten Finanzpolizei war er seit Februar 2004 unmittelbar dem georgischen Präsidenten unterstellt. Er profilierte sich durch scharfe Maßnahmen gegen Korruption, Unterschlagungen und Steuervergehen. Im April 2005 leitete er die Verhaftung des Präsidenten des Georgischen Fußball-Bundes, Merab Schordania, dem vorgeworfen wurde, rund eine Million US-Dollar aus der Kasse seines früheren Vereins Dinamo Tiflis abgezweigt und auf schweizerische Konten umgeleitet zu haben.
Unbeliebt machte sich Keseraschwili mit einer Razzia in zwei vollen Fast-Food-Restaurants in Tiflis im Juni 2005. Mitarbeiter seiner Abteilung tauchten unvermittelt maskiert und bewaffnet in den Gasträumen auf, was zu einer Panik unter den anwesenden Kindern und Erwachsenen führte. Der Polizeichef musste sich öffentlich dafür entschuldigen.
Im April 2005 warf ihm die oppositionelle Konservative Partei vor, gemeinsam mit seinem früheren Stellvertreter Surab Zerodse Händler beim Kauf von Dienstwagen begünstigt zu haben. Ein Tonbandmitschnitt, der das beweisen sollte, wurde vom Fernsehsender Imedi TV ausgestrahlt. Der damalige Finanzminister Waleri Tschetschelaschwili stellte sich vor Keseraschwili und wies die Beweismittel als gefälscht zurück.
Am 11. November 2006 ernannte ihn Ministerpräsident Surab Noghaideli zum Verteidigungsminister Georgiens. Im Kaukasus-Konflikt 2008 verantwortete er die militärischen Operationen der Streitkräfte Georgiens. Am 5. Dezember 2008 wurde er als Verteidigungsminister abgelöst.
Keseraschwili ist verheiratet und hat zwei Kinder. Neben georgisch spricht er Englisch, Russisch, Hebräisch und Italienisch. Im Frühsommer 2006 erlitt er einen Verkehrsunfall auf einer Landstraße, bei dem er mit seiner Ehefrau schwer verletzt wurde.
Gegen Kezeraschwili sowie den ehemaligen Bürgermeister von Tiflis, Gigi Ugulawa, wurde Anklage wegen Amtsmissbrauch erhoben. Er ist jedoch nach Frankreich geflüchtet, das sich bislang weigert, ihn nach Georgien auszuliefern.